# Bélaia
El Bélaia - Белая (rus) - és un riu de Rússia, l'afluent més gran per l'esquerra del riu Kama, que és l'afluent més gran del Volga. Neix a les muntanyes de l'Iremel, té una llargària de 1.430 km i s'estén per una conca de 142.000 km² (semblant a l'extensió de països com Grècia o Nicaragua). El riu discorre gairebé íntegrament per la República de Baixkíria i al seu curs final pel Tatarstan, a Rússia.

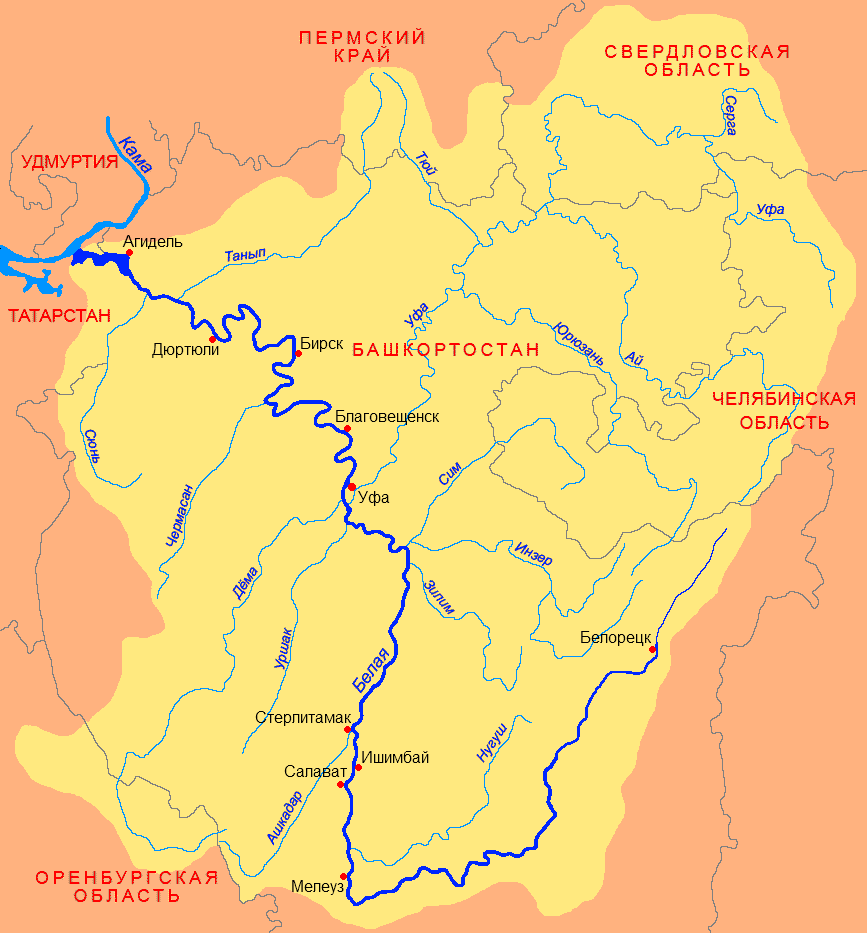
El Bélaia amb els sues afluents principals.

El Bélaia passa per les ciutats de Beloretsk, Sermenovo, Uzkhan, Kara, Kutànovo, Ira, Meleuz, Salavat, Iximbai, Sterlitamak, Ufà, Blagovésxensk i Birsk.